# Coenosia brevipinula
Coenosia brevipinula är en tvåvingeart som beskrevs av Xue och Zhu 2008. Coenosia brevipinula ingår i släktet Coenosia och familjen husflugor.
Artens utbredningsområde är Sichuan (Kina). Inga underarter finns listade i Catalogue of Life.